# Felsőkánya
Felsőkánya (1899-ig Jesztreb, szlovákul: Šarišské Jastrabie) község Szlovákiában, az Eperjesi kerület Ólublói járásában.

## Fekvése
Ólublótól 27 km-re keletre, a Tarca és a Poprád folyók között fekszik.

## Története
A falut a 15. században a vlach jog alapján telepítették. 1435-ben „Jeztreb” néven említik először. 1479-ben Kemencei László itteni birtokát Tarcai Tamásnak adja zálogba. A 15. és 16. század folyamán oklevelekben többször fordul elő „Jetzreb” alakban, ekkor Dessewffy birtokként Kemence uradalmához tartozott. A 16. században ruszinokat telepítettek ide. 1600-ban 31 lakóháza volt, amivel akkor a nagyobb falvak közé számított. 1787-ben 81 portája volt.
A 18. század végén Vályi András így ír róla: „JESZTRÉB. Tót falu Sáros Várm. földes Ura G. Szirmay, és Dezsőfi Uraságok, lakosai katolikusok, fekszik Bártfához két mértföldnyire, Lubotinak filiája, határja őszi gabonát is terem, réttyei hasznosak, legelője az erdőn jó, fája is elég van.”
1828-ban 112 ház volt a faluban. Lakói főként mezőgazdasággal, állattartással és erdei munkákkal foglalkoztak.
Fényes Elek 1851-ben kiadott geográfiai szótárában így ír a faluról: „Jesztreb, orosz falu, Sáros vmegyében, Palocsához dél-keletre 3/4 mfld: 74 r., 723 gör. kath., 25 zsidó lak. Gör. paroch. templom. Szép fenyves. F. u. a Dessewffy nemzetség. Ut. p. Eperjes.”
A trianoni diktátum előtt Sáros vármegye Héthársi járásához tartozott.

## Népessége
| Év:            | 1994. | 2004.    | 2014.    | 2024.    |
| -------------- | ----- | -------- | -------- | -------- |
| Emberek száma: | 969   | 1170     | 1364     | 1606     |
| Eltérés:       |       | +20,74 % | +16,58 % | +17,74 % |

| Év:            | 2023. | 2024.   |
| -------------- | ----- | ------- |
| Emberek száma: | 1569  | 1606    |
| Eltérés:       |       | +2,35 % |

1910-ben 1002, túlnyomórészt ruszin lakosa volt.
2001-ben 1105 lakosából 995 szlovák, 55 ruszin és 49 cigány volt.
2011-ben 1284 lakosából 663 szlovák, 359 cigány és 149 ruszin.

## Nevezetességei
- Görögkatolikus temploma 1812 és 1819 között épült klasszicista stílusban. 1881-ben és 1924-ben megújították.